# Lloydův palác (Bydhošť)
Lloydův palác patří k význačným historickým památkám města Bydhošť. Je to stavba, která je spjata s historií vodní dopravy ve městě. Vznikla na břehu řeky Brdy a je součástí celého komplexu staveb využívaných pro obchod i vodní dopravu, s novými sýpkami, které byly upraveny jako banka.

## Lloydův palác
Lloydův palác byl postaven na konci 19. století. Stavba pro podnikatele vnitrozemské plavby Otto Liedtkeho proběhla v letech 1885–1886 na jižním břehu řeky Brdy. Byla to reprezentační budova v komplexu, který mimo paláce zahrnoval také nájemní dům, sklady a prostory pro vozidla. Projektantem stavby byl stavitel Waldemar Jenisch. Do roku 1908 sloužila budova jako rezidence pro majitele a jeho rodinu. Později nemovitost koupila společnost Bydgoskie Towarzystwo Żeglugi Śródlądowej (Bromberger Schleppschiffahrt) a budova byla přestavěna. Bylo přistavěno východní křídlo a přízemí bylo využíváno pro administrativní a kancelářské účely a pro vedení společnosti, které se sem přestěhovalo. V roce 1995 byl komplex prodán a nový majitel areálu, BRE Bank, obnovil provoz paláce restaurováním budovy včetně architektonických detailů (římsy, štíty, vrcholky, obelisky, věž s korouhvičkou).

## Architektura
Historická budova Lloydova paláce, která se nyní nachází v komplexu moderních budov je postavena ve stylu holandského manýrismu. Budova se vyznačuje věží a řadou ozdobných štítů.

## Galerie

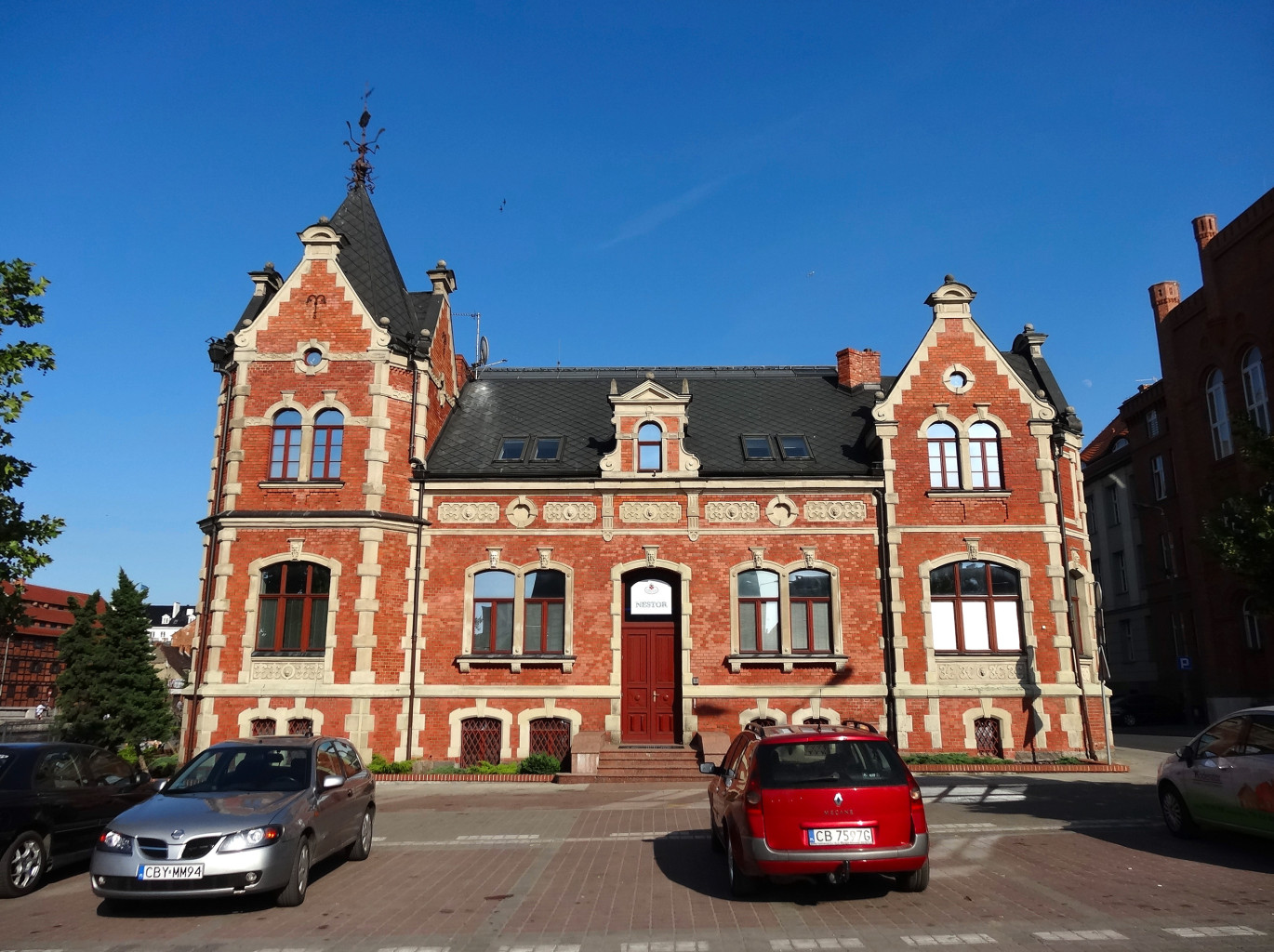
Průčelí paláce
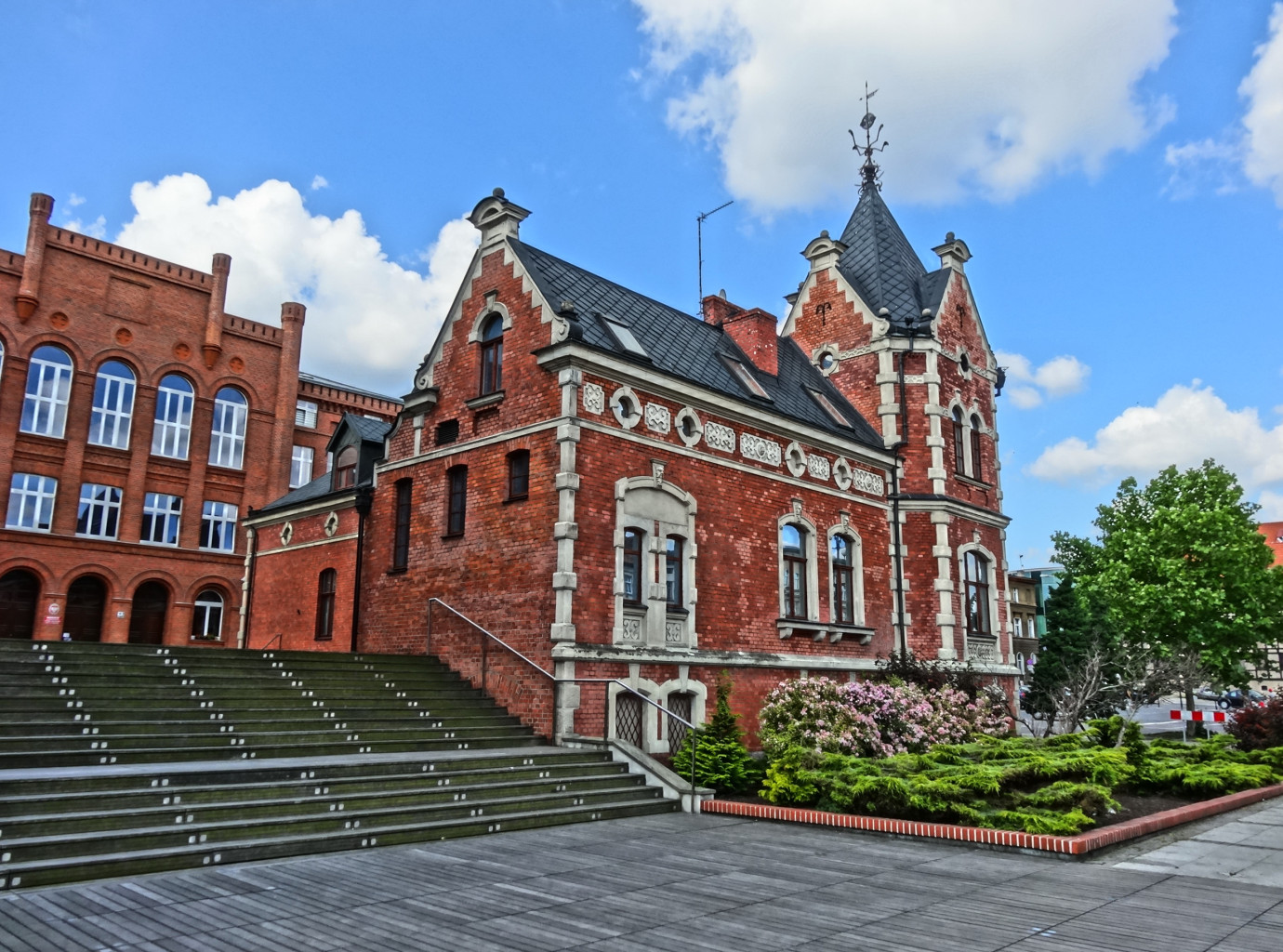
vstup do paláce
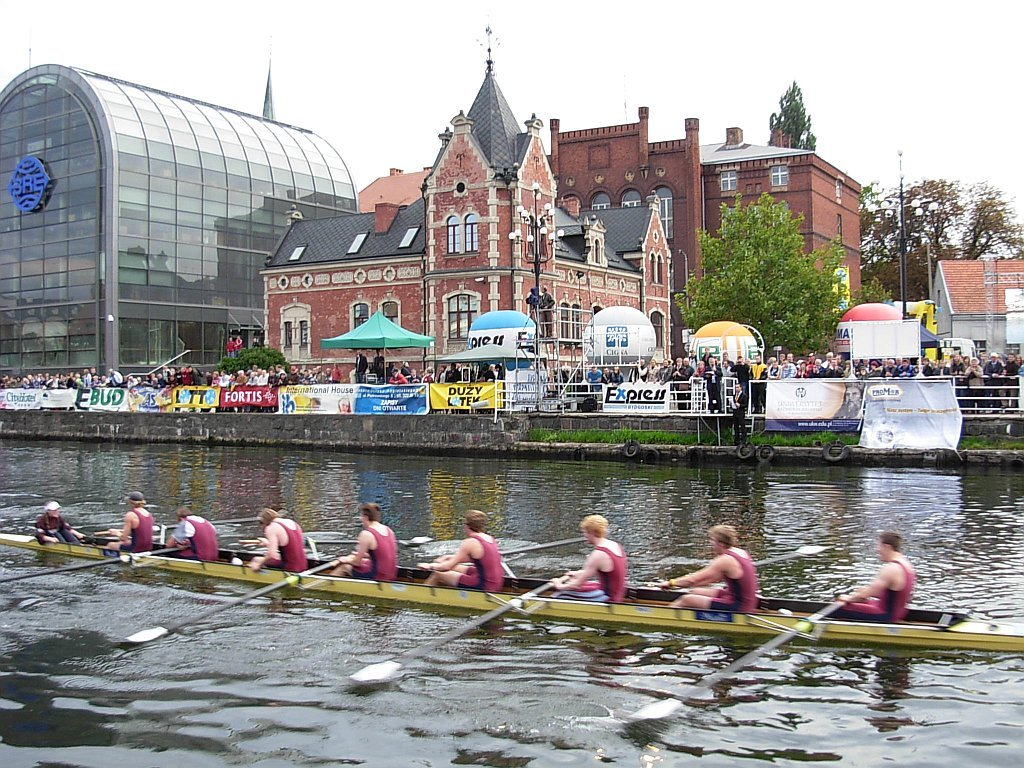
pohled na závod před palácem
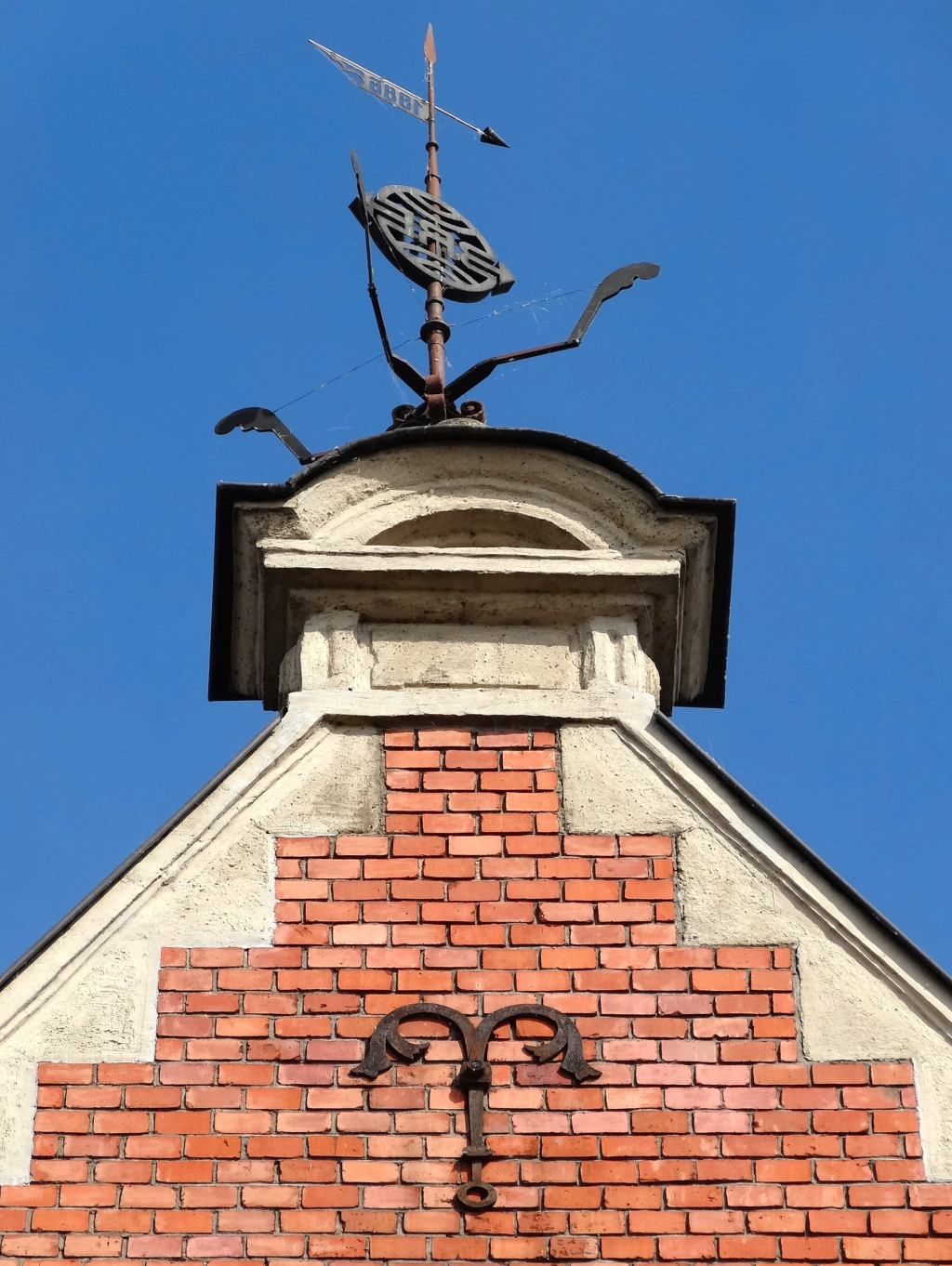
výzdoba věže
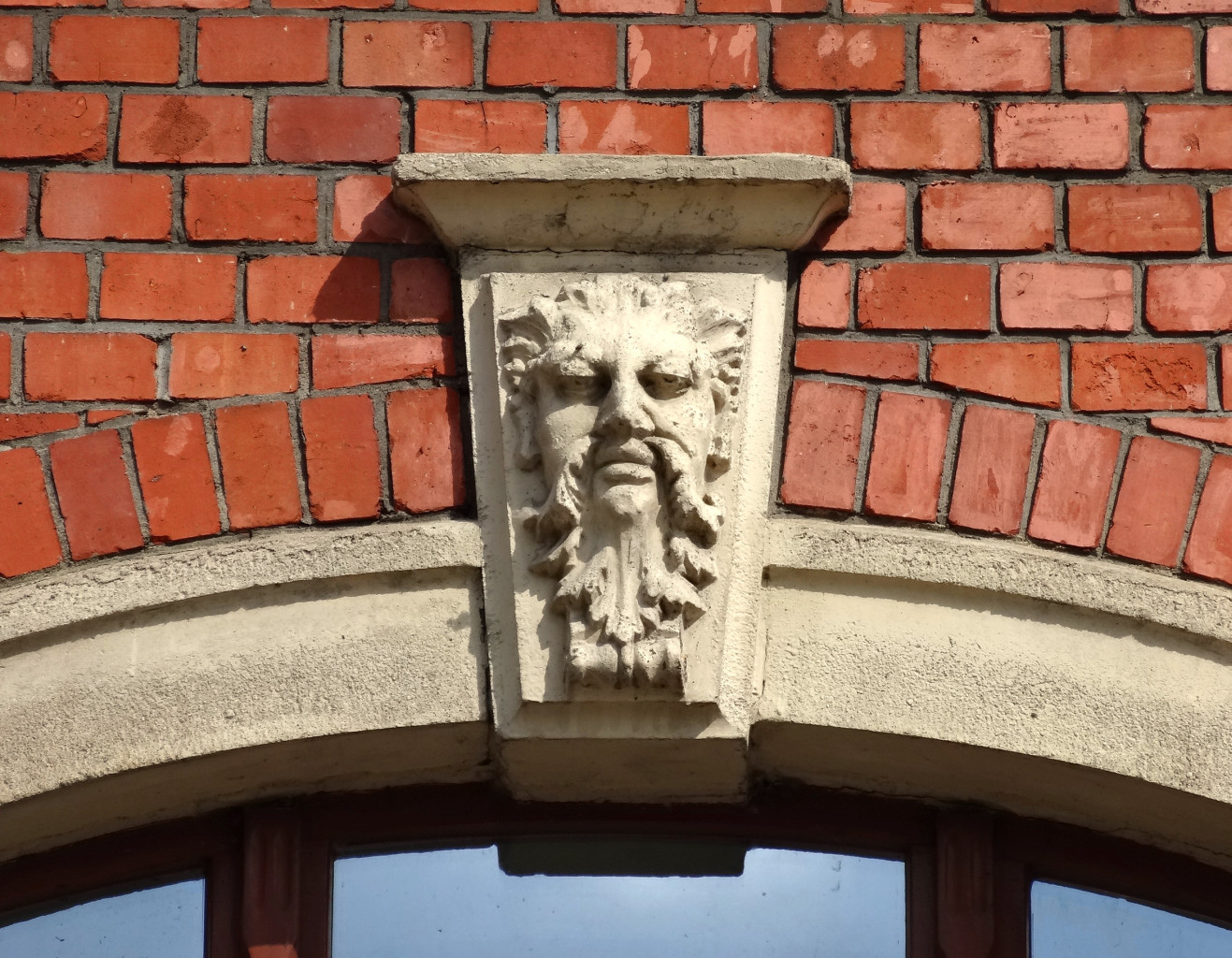
výzdoba oken